# Comalcalco (Maya-Stätte)

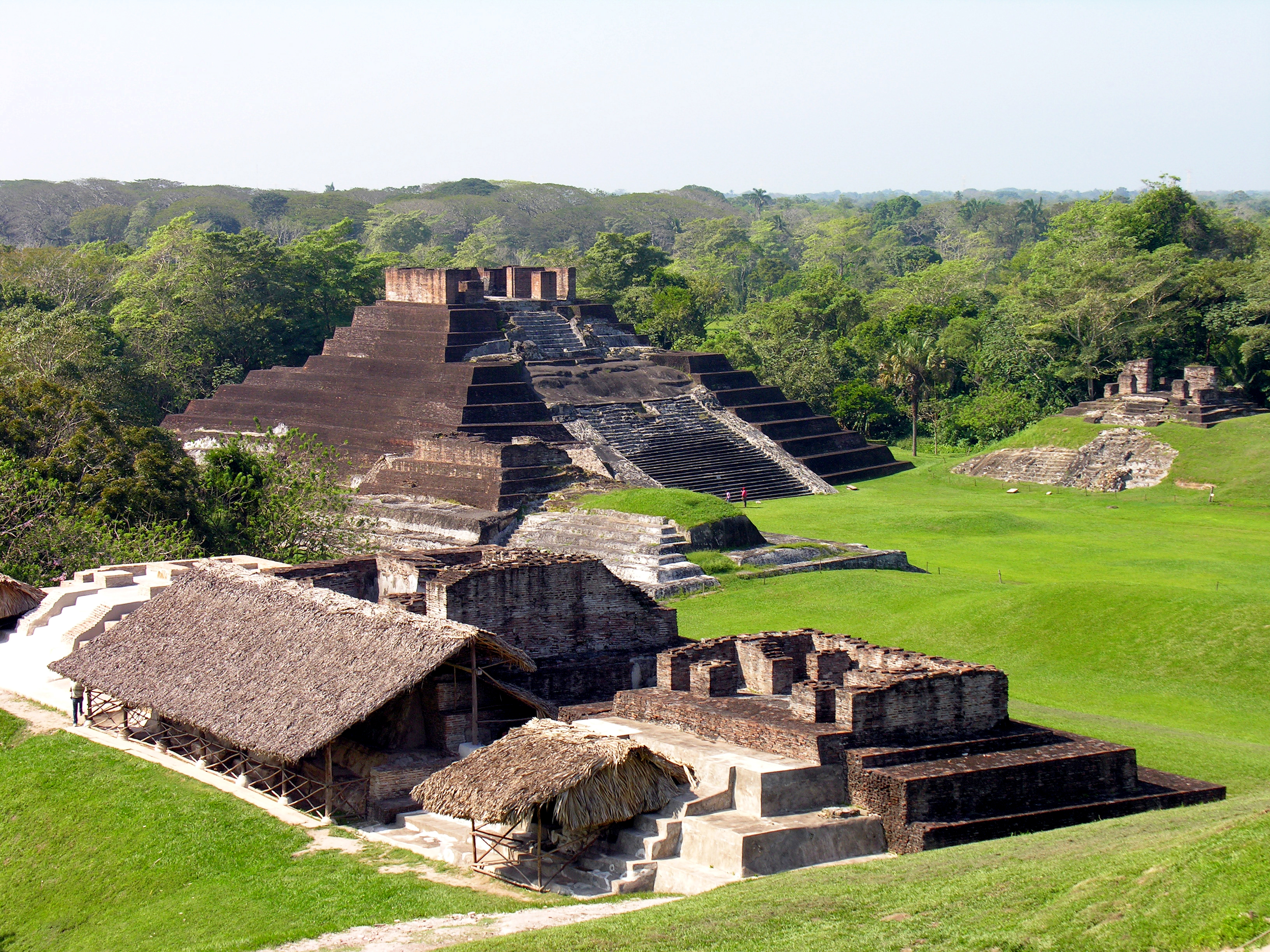
Überblick über die Maya-Stätte von Comalcalco

Die Maya-Stätte von Comalcalco im mexikanischen Bundesstaat Tabasco gehört wegen ihrer Backsteinbauweise zu den ungewöhnlichsten Anlagen in ganz Mesoamerika. Gleichzeitig ist sie (evtl. zusammen mit dem ca. 140 km weiter südlich gelegenen Malpasito) eine der westlichsten aller bekannten Maya-Stätten.

## Lage

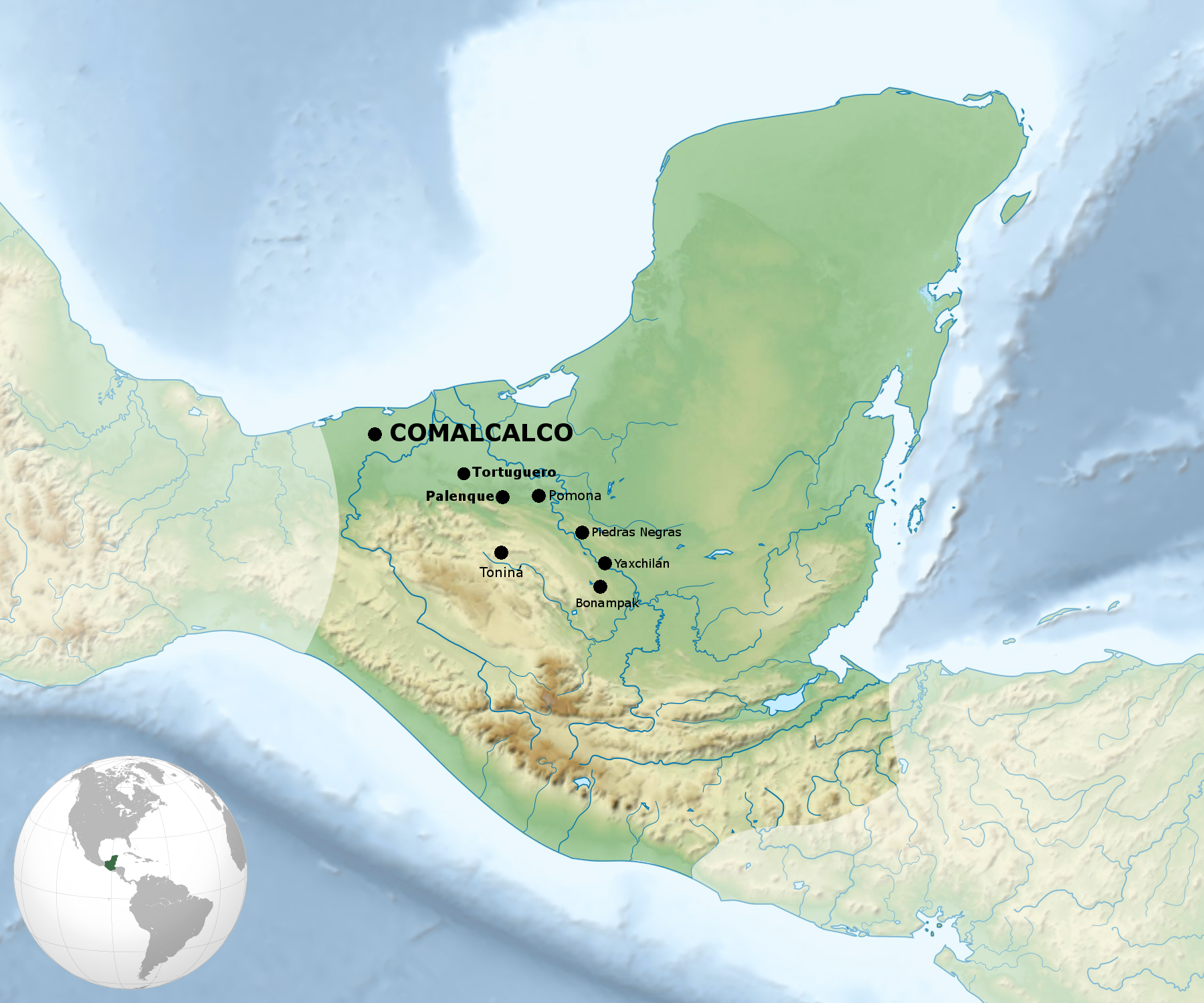
Lage von Comalcalco

Die zweifellos der Maya-Kultur zuzurechnende archäologische Stätte von Comalcalco lag an einem alten, etwa 10 km südlich der Golfküste verlaufenden Handelsweg. Heute liegt sie ungefähr 2 km nordöstlich des Zentrums der heutigen Stadt Comalcalco in einer Höhe von rund 12 m.

## Geschichte
Die Bauten der wohl schon im 2. Jahrhundert v. Chr. existierenden Stätte können – trotz des weitgehenden Fehlens von Stelen mit Maya-Datierungen – aufgrund ihres Bauschmucks in die Zeit der Spätklassik (ca. 550–900) der Maya-Kultur datiert werden. Die lokale Herrscherfamilie unterhielt dynastische Beziehungen zu den letzten Herrschern von Palenque. In ihrer Blütezeit war die Stadt über 7 km² groß und bildete ein wichtiges Wirtschafts- und Handelszentrum zwischen der Halbinsel Yucatán und dem zentralen Hochland. Um das Jahr 900 wurde sie aufgegeben, verfiel allmählich und wurde erst im Jahr 1880 durch den französischen Forscher Désiré Charnay wiederentdeckt; oberflächliche Funde waren bereits zuvor von Raubgräbern entfernt worden. Charnay konnte einiges retten, doch erst ab den 1950er Jahren gab es umfangreiche Ausgrabungen und Rekonstruktionen.

## Architektur

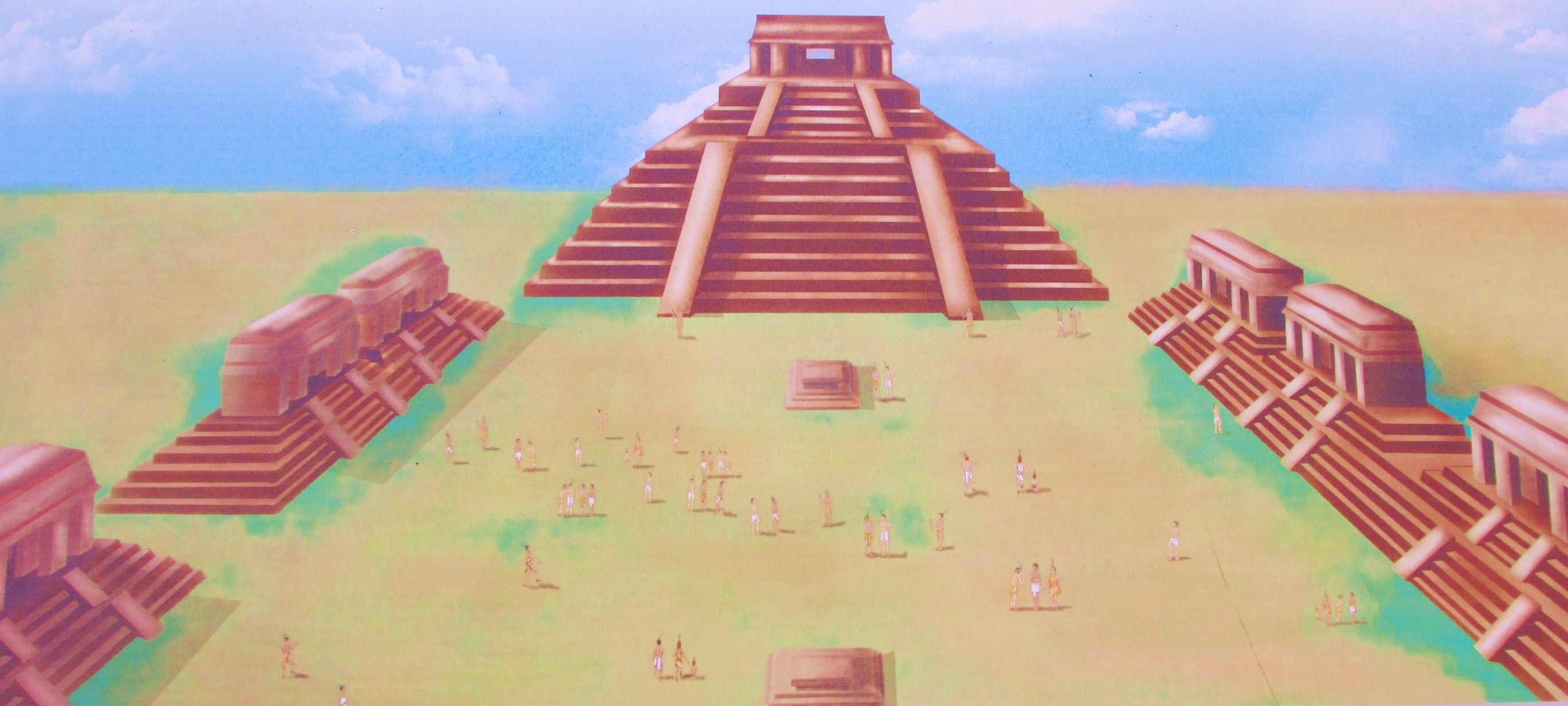
Comalcalco, Rekonstruktion

Rekonstruktionszeichnungen vermitteln das Bild einer geordneten Maya-Stadt mit einer großen von Tempel- und Wohnbauten (palacios) gesäumten Hauptachse, an deren Ende sich eine große, mehrfach gestufte Tempelpyramide erhebt. Alle Bauten bestehen in ihrem Kern aus Erdaufschüttungen, deren Oberfläche im Lauf der Zeit durch gebrannte Ziegelsteine befestigt wurde. Alle Bauten wurden mit Putz- und Stuckschichten verkleidet und anschließend bemalt, doch sind Farb- und Putzreste nur in wenigen geschützten Lagen erhalten geblieben. Einige Ziegel sind mit kleinen menschlichen oder tierischen Reliefs oder Ritzzeichnungen verziert.

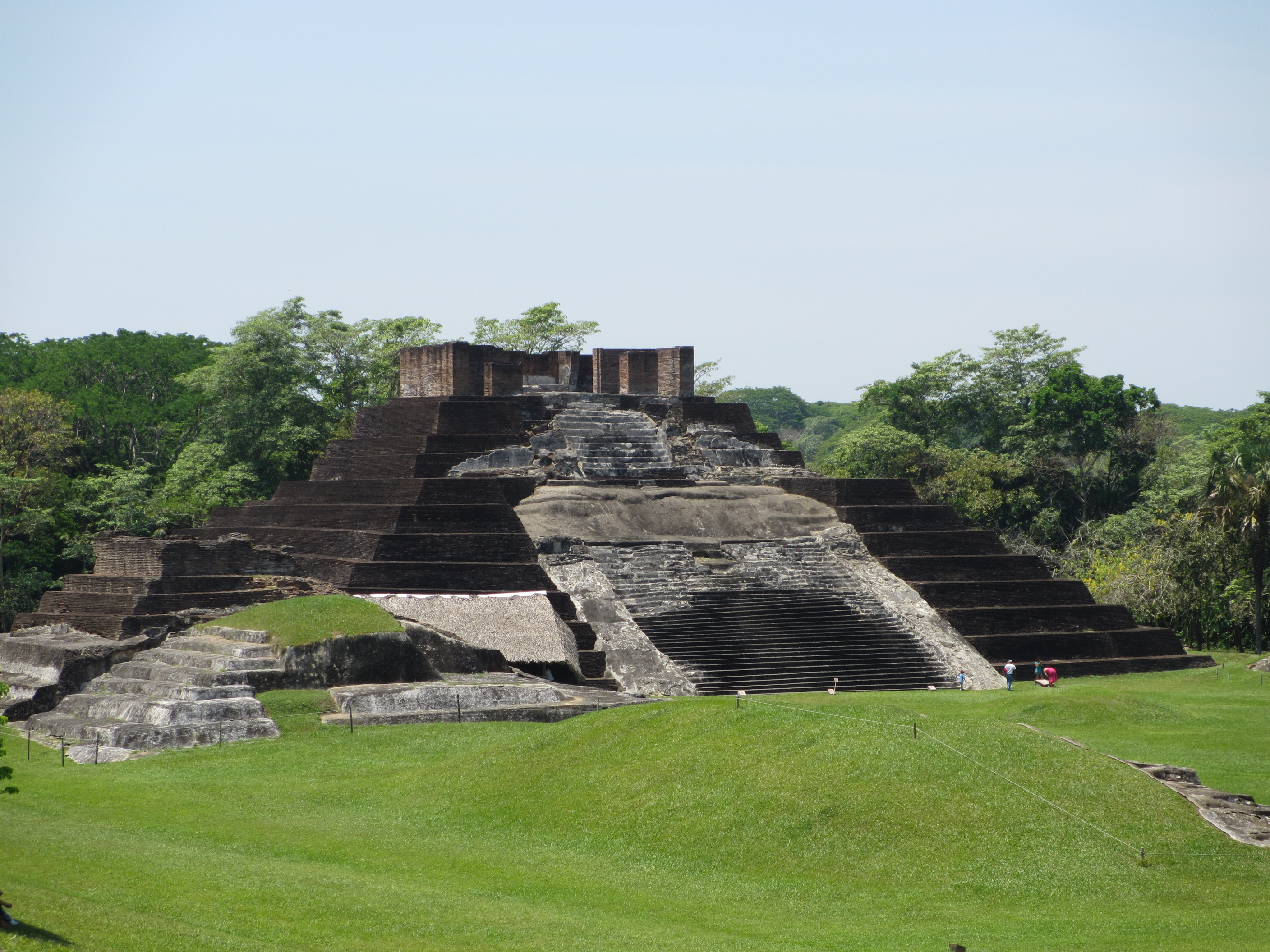
Große Pyramide

### Große Pyramide
Markantester Bau der Anlage ist die Große Pyramide mit ihrem breiten Treppenaufgang, dessen unterer Teil leicht vor dem eigentlichen Baukörper liegt. Von einem Absatz etwa auf halber Höhe der mehrfach gestuften Pyramide führt eine schmalere und steilere Treppe zum eigentlichen Tempel, von dem nur Teile der Außenmauern erhalten sind; das von Holzbalken gestützte und wahrscheinlich stuckierte Dach ist bereits vor langer Zeit eingebrochen und verschwunden.

### Andere Bauten
Die meisten der entlang der breiten Mittelstraße erhöht stehenden Bauten sind ebenfalls als – wenn auch kleinere – Tempelpyramiden zu deuten. Auch hier führen breite Treppenaufgänge zu den eigentlichen Tempeln hinauf. Die weiter zurück stehenden Bauten scheinen Wohnbauten der Adeligen gewesen zu sein; die Masse des Volkes lebte in einfachen schilf- oder strohgedeckten Hütten aus mit Bastfasern oder dünnen Zweigen zusammengebundenen Ästen.

## Stuckreliefs
Im Bereich der Ausgrabungsstätte wurden mehrere Stuckreliefs entdeckt. Besondere Beachtung verdient ein Raum („Grab der Neun Herren der Nacht“), dessen Wände mit neun menschlichen Stuckreliefs ausgestattet sind; die dargestellten Personen stehen über Gesten miteinander in Verbindung. Der Boden des Raumes zeigt vier rechtwinklige Erhöhungen, die an Gräber erinnern.

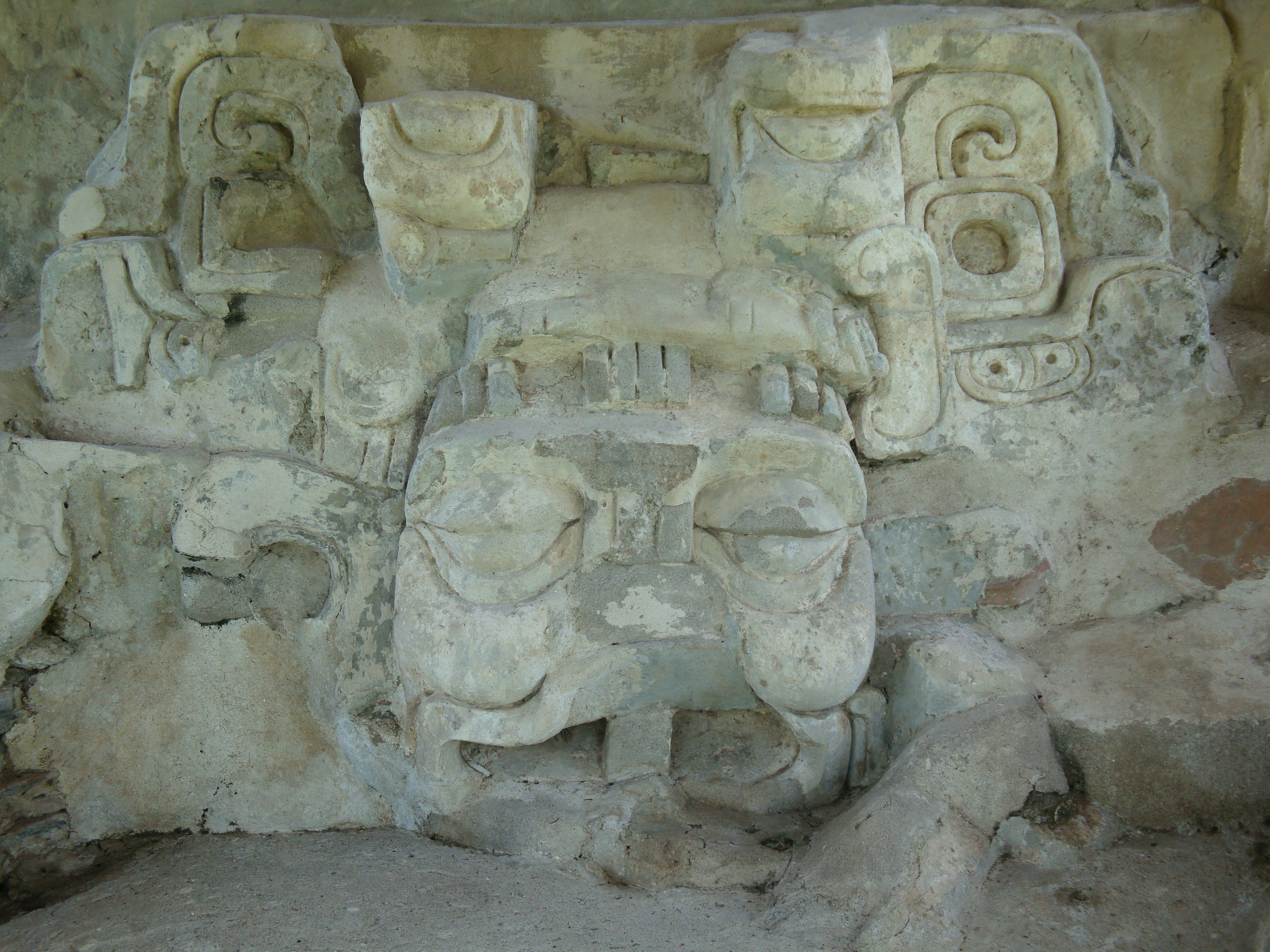
Stuckmaske
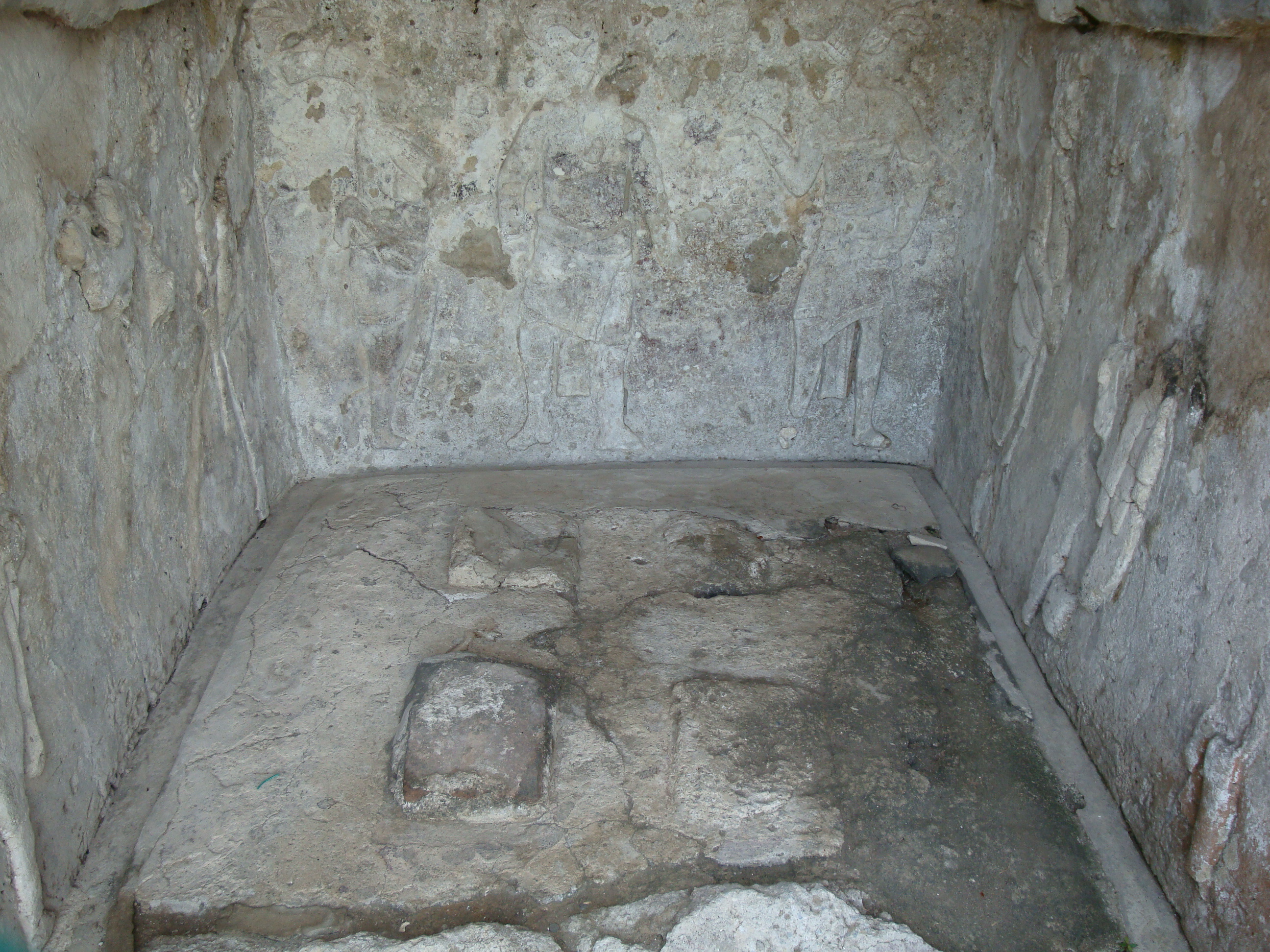
Grab der Neun Herren der Nacht
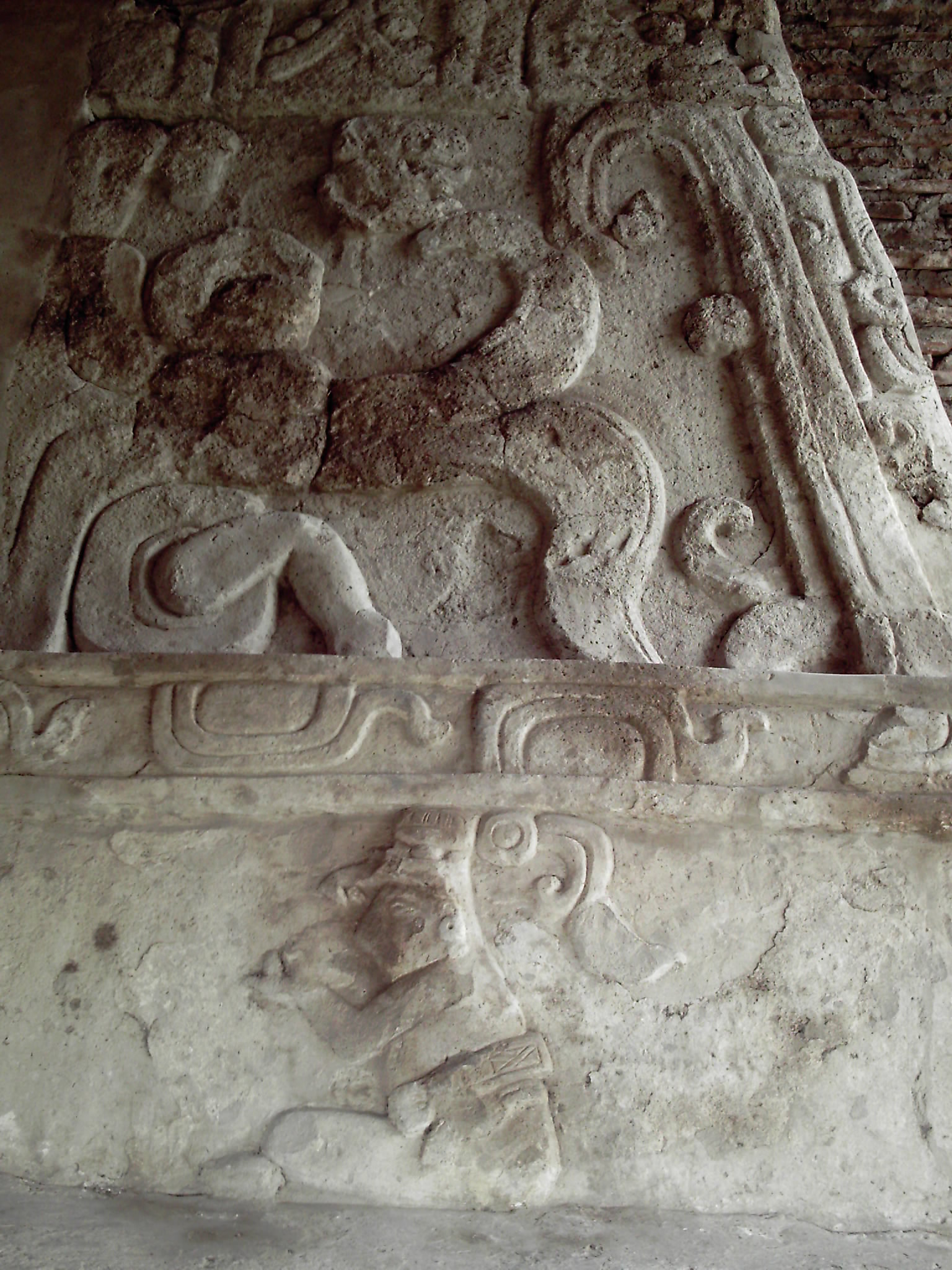
Stuckreliefs
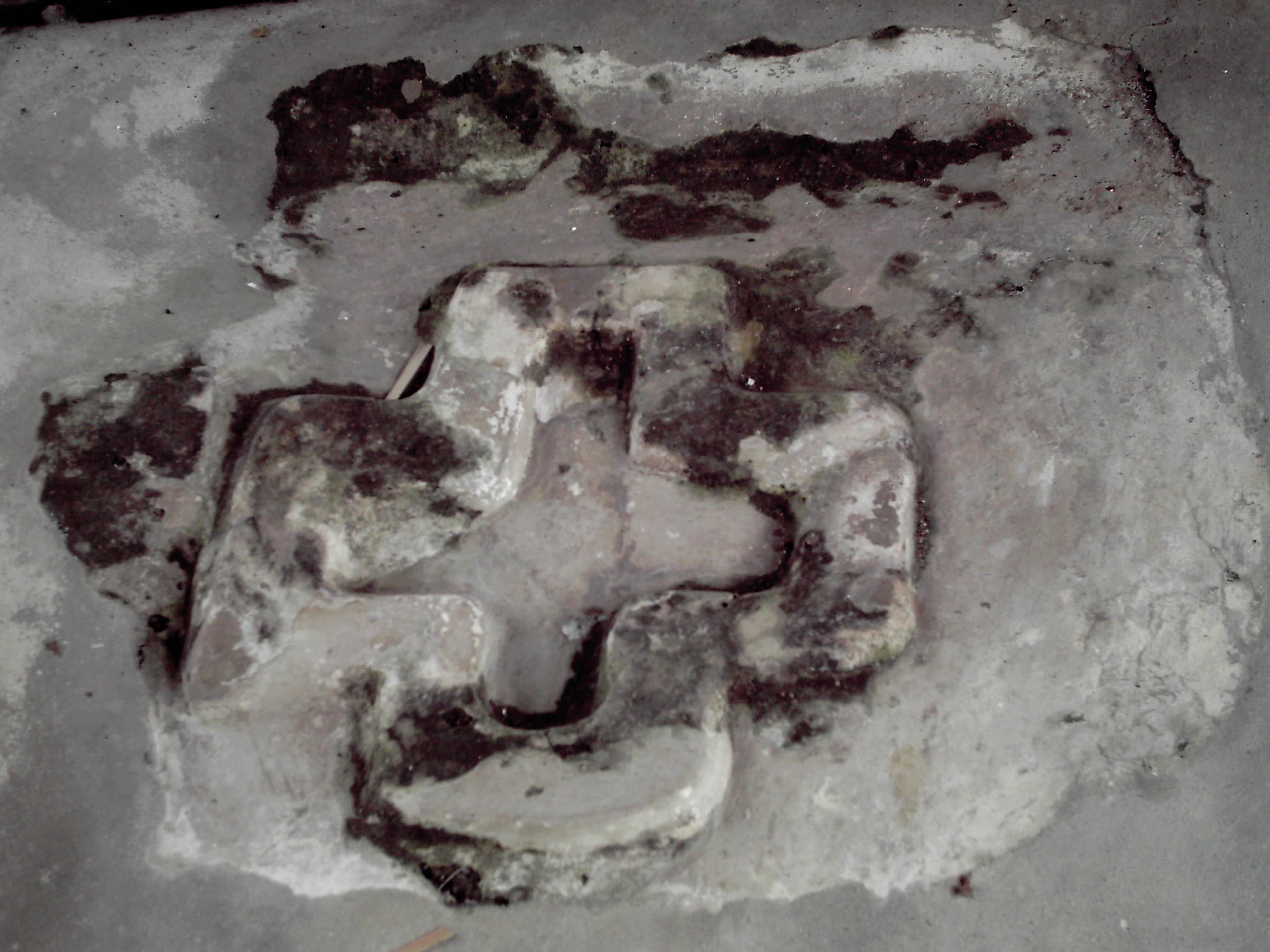
Kreuzförmiges Stuckrelief

## Museum
Das Museum der Ausgrabungsstätte zeigt zahlreiche Stuckköpfe und Ziegelsteinreliefs; daneben sind auch andere Kleinfunde zu sehen. Rekonstruktionszeichnungen vervollständigen das Gesamtbild.

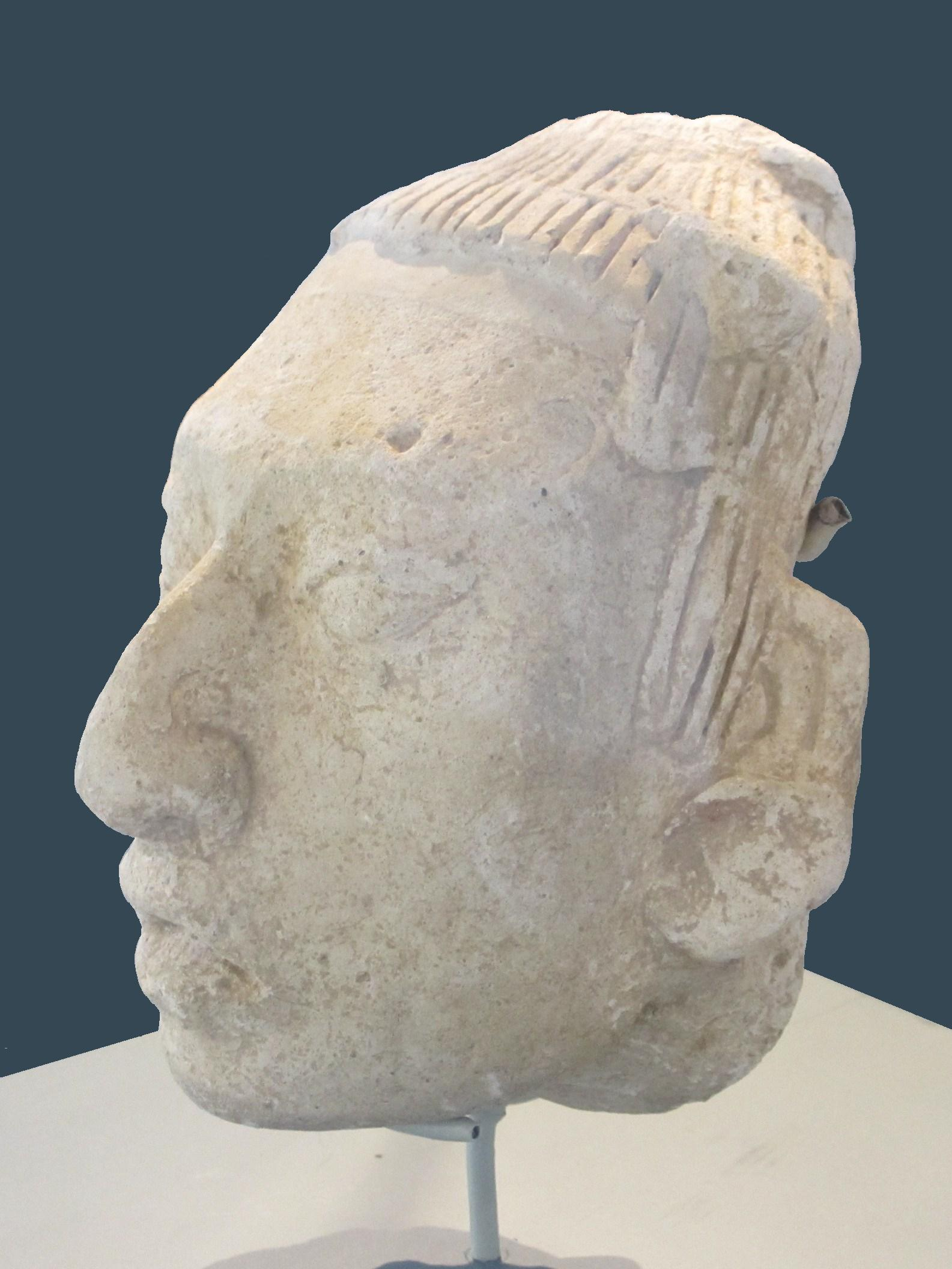
Stuckkopf
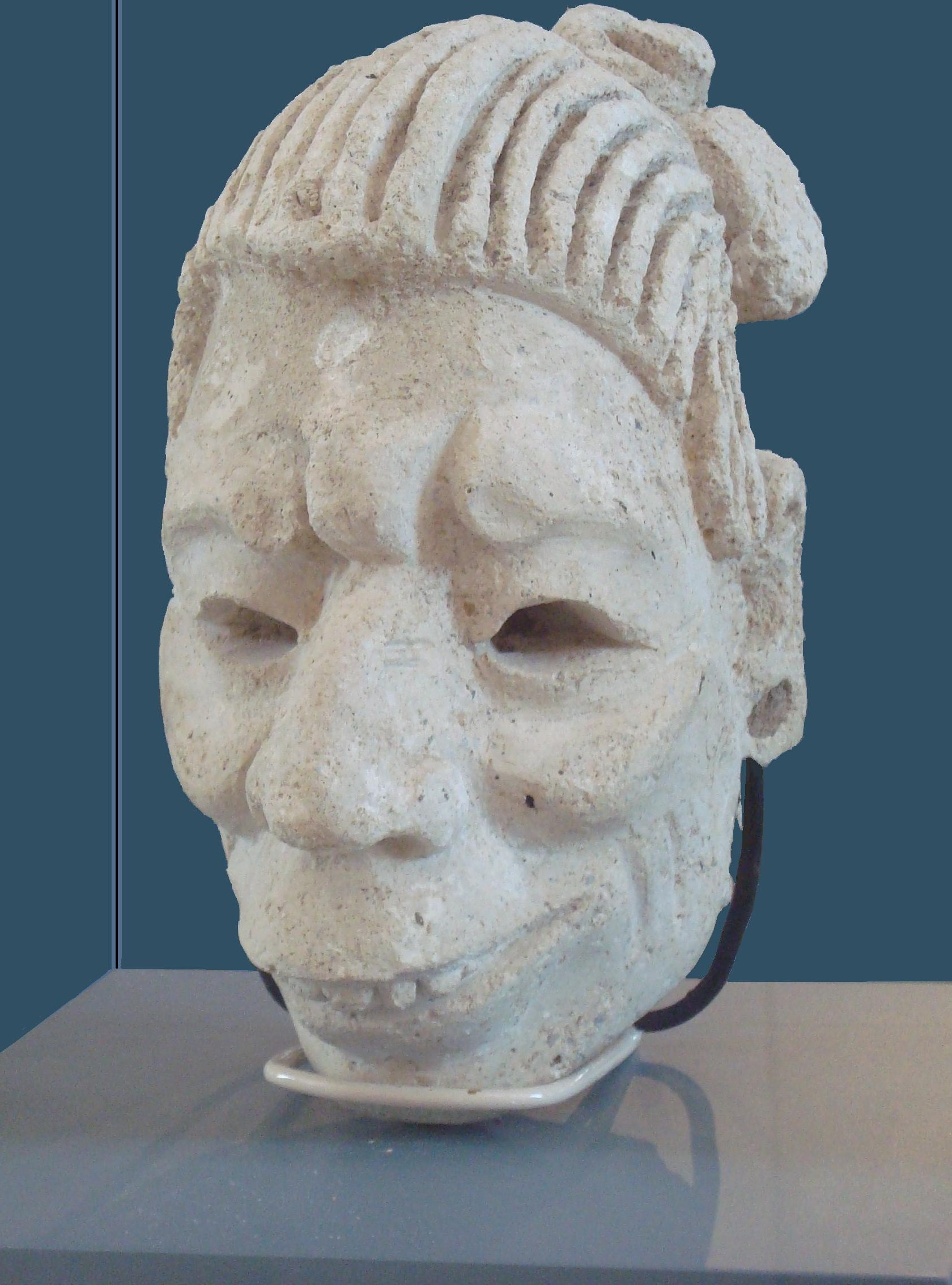
Stuckkopf
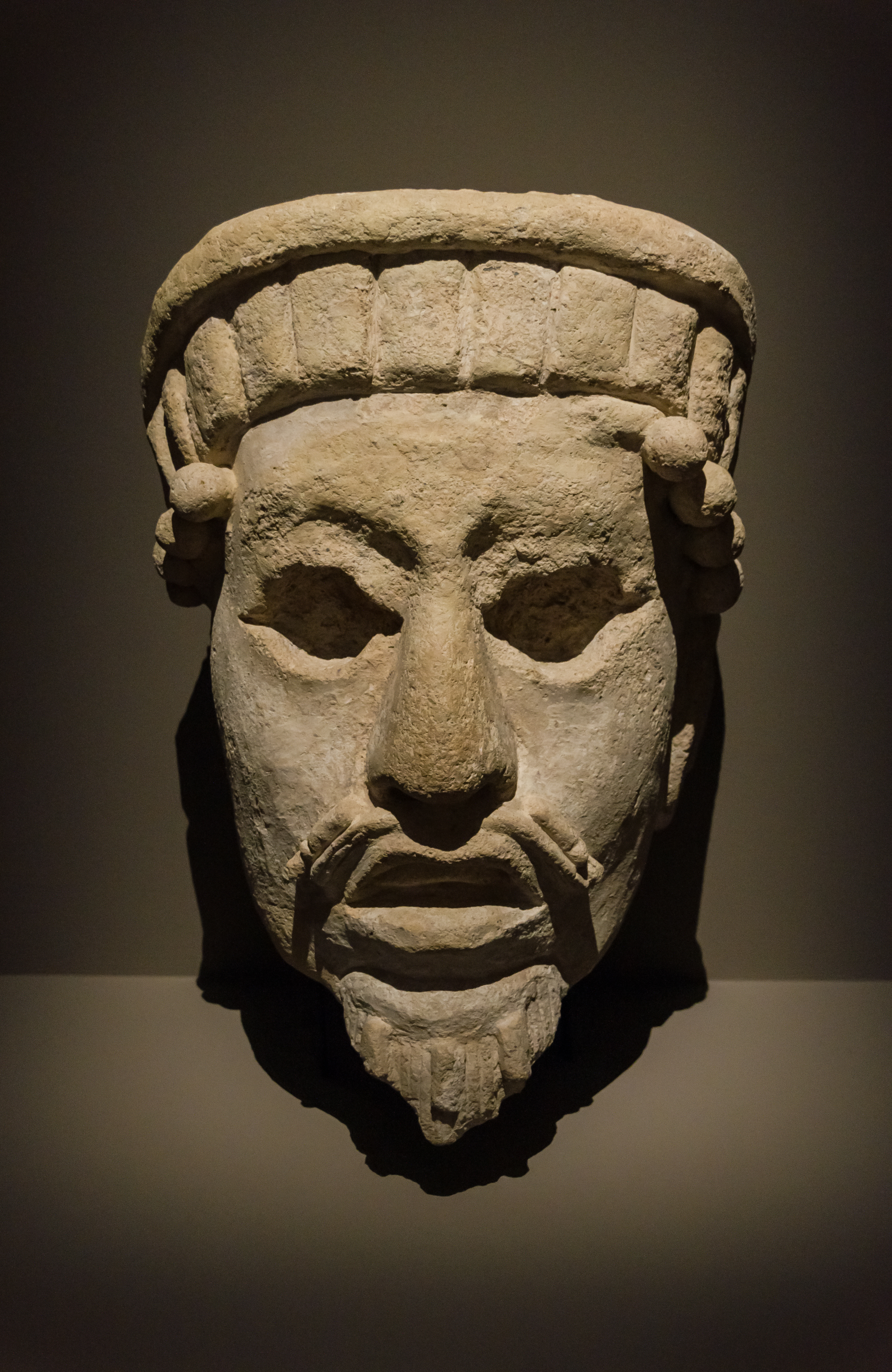
Stuckkopf
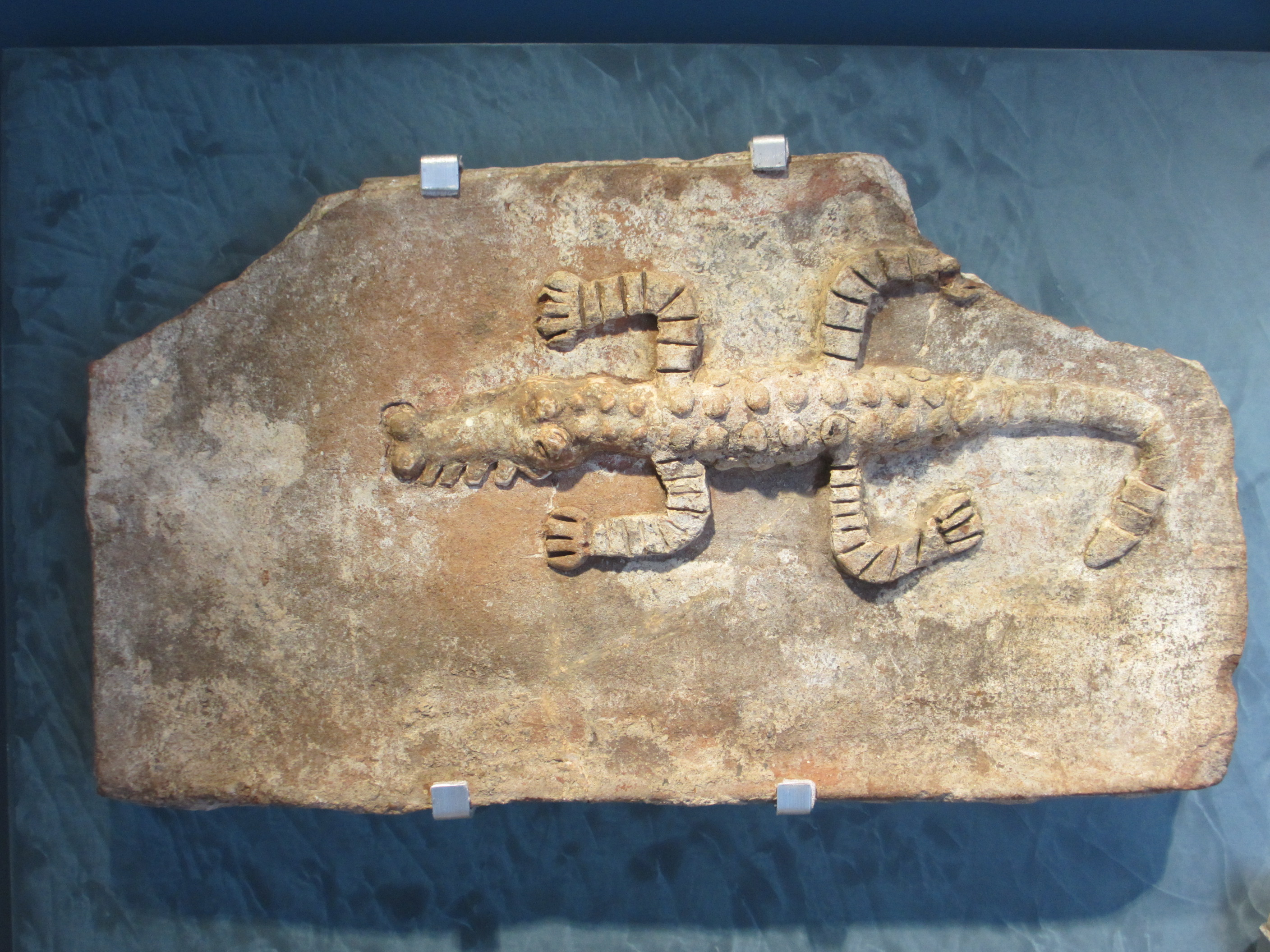
Ziegelsteinrelief (Krokodil)
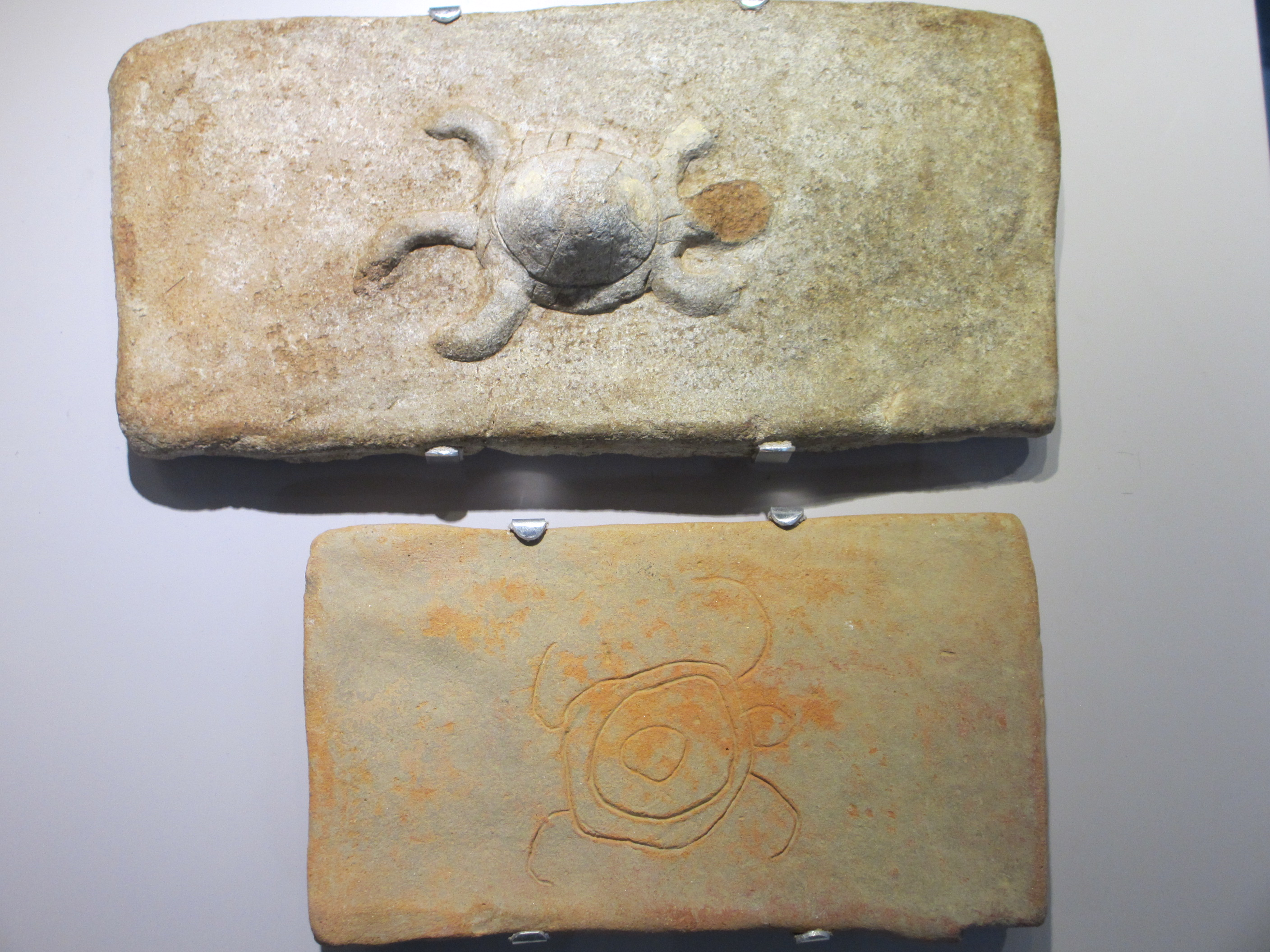
Ziegelrelief und -ritzzeichnung (Schildkröten)
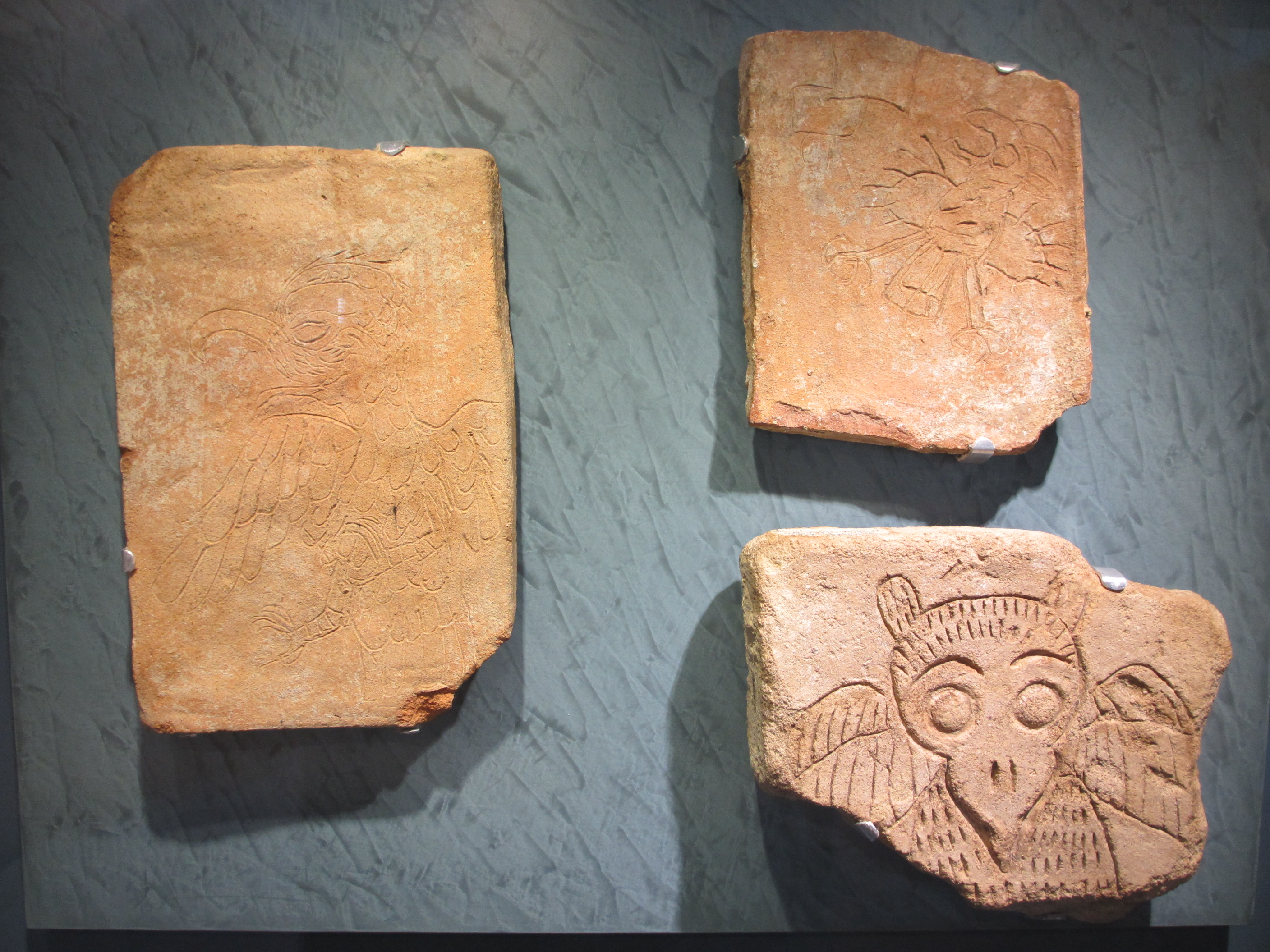
Ritzzeichnungen (Vögel)